# Савин Канозский

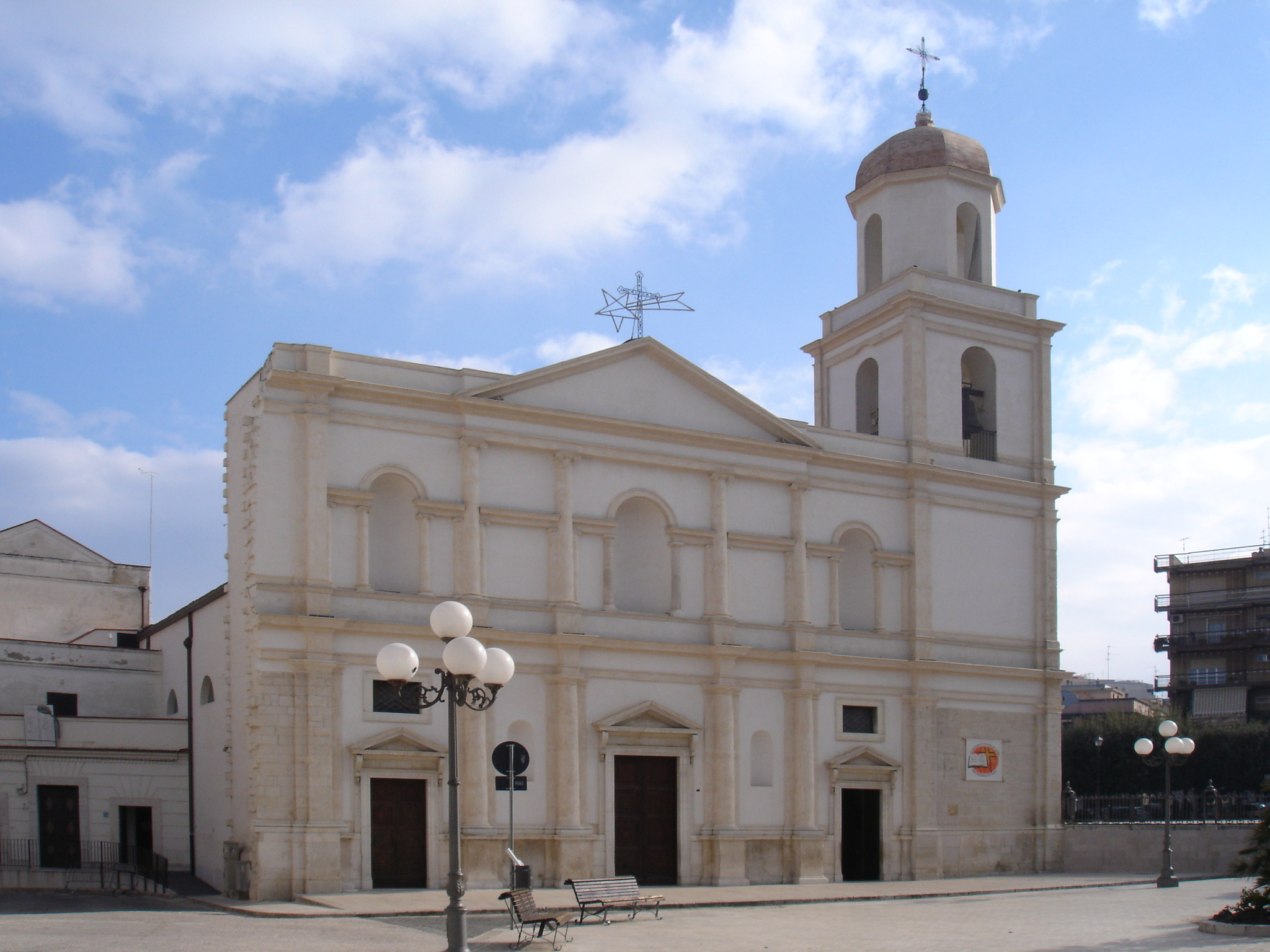
Собор св. Савина в Каноза-ди-Пулья.

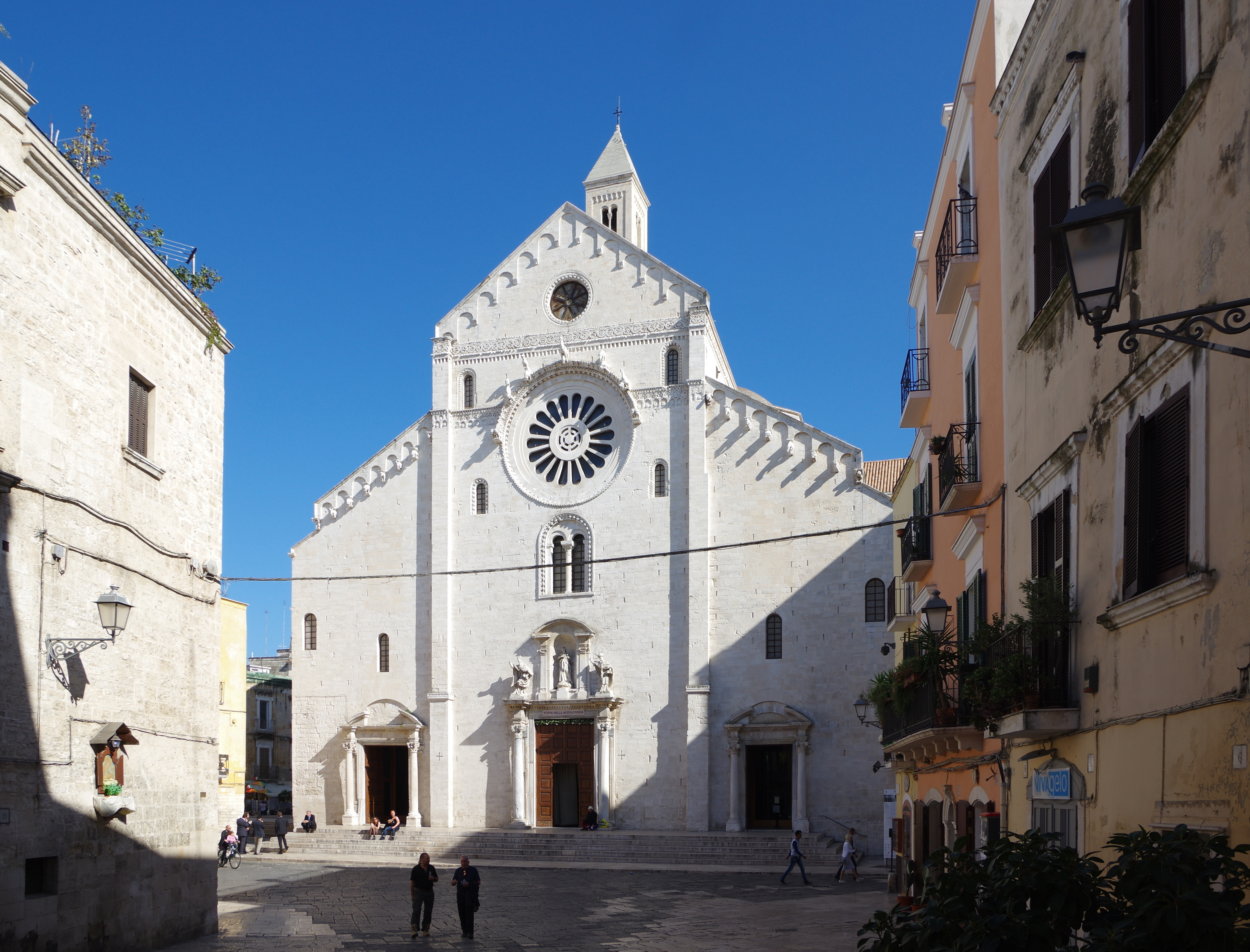
Бари. Собор св. Сабина.

Сави́н (Саби́н) (итал. San Sabino , 461—9 февраля 566) — епископ из Канозы-ди Пулья. Был епископом города Каноза-ди-Пулья с 514 по 566 год. День памяти — 9 февраля.

## Житие
Святой Савин дважды был отправлен в качестве папского посланника в Константинополь: в 525 году от Папы Римского Иоанна I и в 536 году, чтобы сопровождать папу Агапита I, расставшегося с жизнью по дороге на защиту истинной веры против монофизитской ереси.
В 531 году, во время папства Бонифация II, он принял участие в Синоде в Риме.  Он был строителем церквей и других культовых сооружений, в соответствии с 
монашеской дисциплиной Ora et labora («Молитва и труд»).
Святой Савин умер после 52 лет епископства, 9 февраля 566 года.

## Почитание
Святой Савин был другом святого Бенедикта, которого он посещал в
Монтекассино, и которому, как записано Григорием Великим, он однажды выразил озабоченность по поводу вторжения короля остготов Тотилы в декабре 546 года на итальянский полуостров.
Согласно преданию, святому удалось спасти Каноза-ди-Пулья от угроз последнего.
Существует история, что в 548 году Тотила хотел испытать пророческий дар Савина, который тогда был стар и слеп. Король, делая вид, что он слуга, предложили святому бокал вина, но Савин не был обманут и поблагодарил его по имени, что произвело на Тотилу весьма большое впечатление и он отказался от своих грабежей.
Другое предание рассказывает, что ревнивый архидиакон пытался отравить святого. Савин выпил яд, но не умер, но это сделал архидиакон. По этой причине его вспоминают на литургии как защитника от ядов.
Мощи святого были перенесены в нынешний собор в Канозе-ди-Пулья 1 августа неизвестного года VIII века епископом Петром.
После разрушения города сарацинами в IX веке святой Ангеларий обрёл в руинах мощи святых Савина, Руфина и Мемория Канозских и перенёс их в Бари.
Святой Савин почитаем в Канозе-ди-Пулья и Бари, где воздвигнуты посвящённые ему соборы, а также в Торремаджоре и Фурчи.

## Праздничные дни
- В Канозе  — 9 февраля, а также с 31 июля по 2 августа.
- В Торремаджоре  — первые суббота, воскресенье, понедельник и вторник июня.